# ایوان (پنسیلوانیا)
ایوان (به انگلیسی: Avon) یک منطقهٔ مسکونی در ایالات متحده آمریکا است که در شهرستان لبنان، پنسیلوانیا واقع شده‌است. ایوان ۴٫۲ کیلومتر مربع مساحت و ۲٬۸۵۶ نفر جمعیت دارد.